# Carlo Palermo

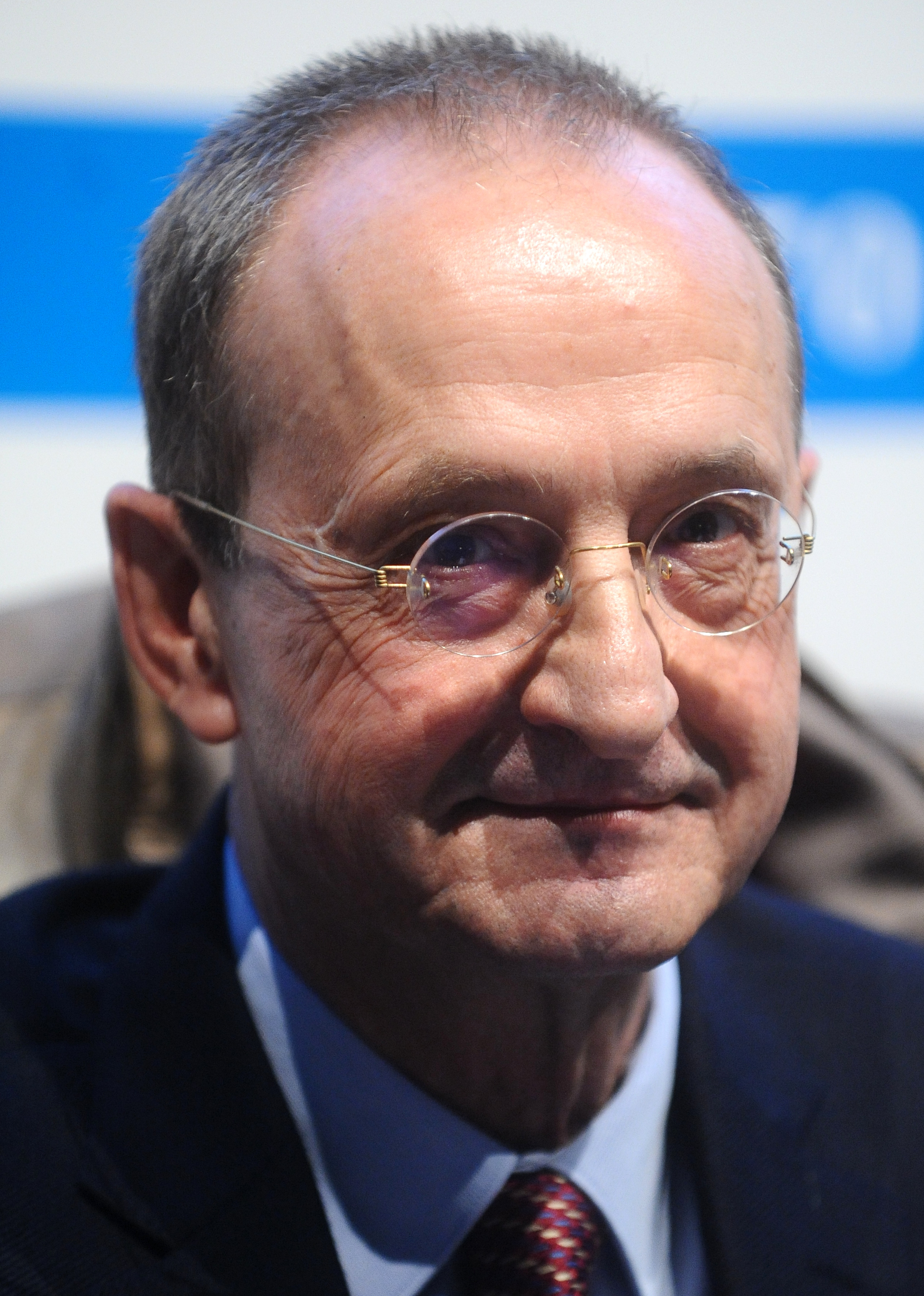
Carlo Palermo 2015

Carlo Palermo (* 28. September 1947 in Avellino) ist ein italienischer Rechtsanwalt, Richter und ehemaliger Politiker, ehemaliger stellvertretender Staatsanwalt in Trient von 1975 bis 1984 und dann in Trapani von 1985 bis 1989. Heute ist er als Rechtsanwalt tätig.

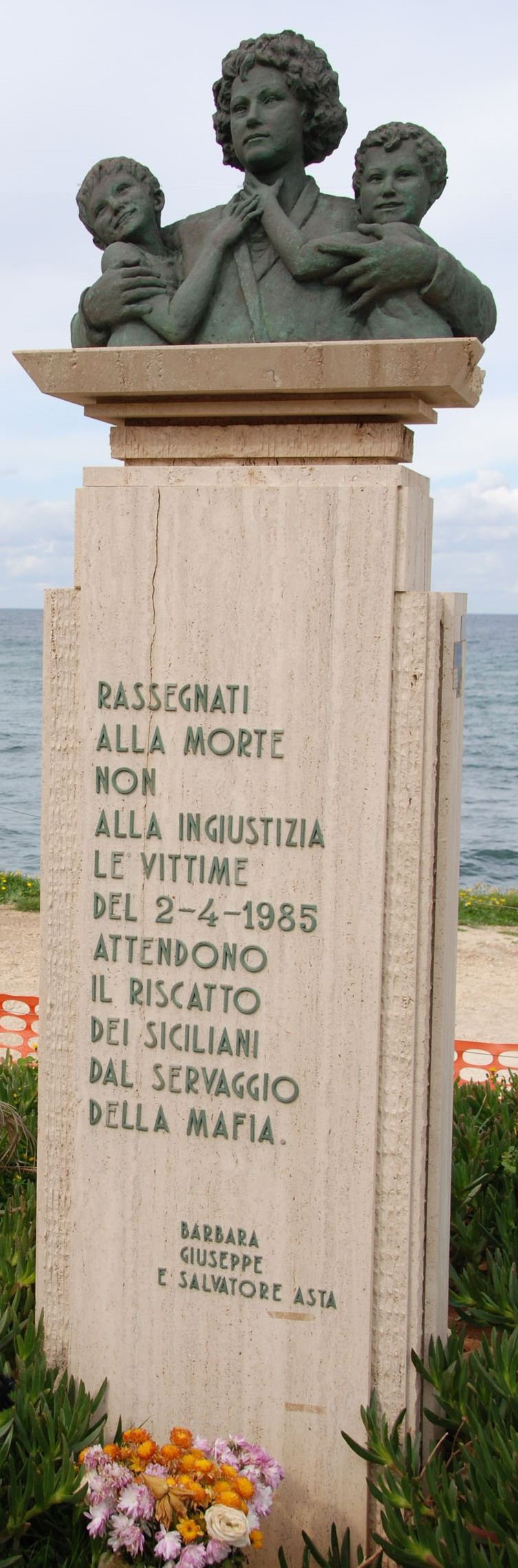
Gedenkstein an das Attentat

## Berufliche Laufbahn
1975 zum stellvertretenden Staatsanwalt in Trient ernannt, wurde er der Öffentlichkeit bekannt, als er eine Untersuchung über einen umfangreichen Waffen- und Drogenhandel einleitete, die 1980 nach der Beschlagnahme von 110 kg Morphinbasis in Trient erfolgte, die für den Hotelier Karl Kofler (der kurz darauf im Gefängnis verstarb) und Herbert Oberhofer bestimmt waren, die eine Verbindung zwischen den türkischen Händlern und der sizilianischen Mafia darstellten.
Die Ermittlungen zeigten die Hauptrolle des syrischen Drogenhändlers Henry Arsan (zum damaligen Zeitpunkt wohnhaft in Mailand), der in der Lage war, Waffenlieferungen im Nahen Osten gegen Drogenlieferungen zu tauschen, und an dem auch Offiziere der der Loge P2 angeschlossenen Geheimdienste (General Giuseppe Santovito und Oberst Massimo Pugliese) beteiligt waren, der türkische Mafiaboss Bekir Celenk (ebenfalls in die Ermittlungen bezüglich des Attentates auf Johannes Paul II. verwickelt) und der Schauspieler Rossano Brazzi, denen vorgeworfen wurde, an Verhandlungen über den Verkauf von Kriegswaffen ins Ausland teilgenommen zu haben.
Der damalige Ministerpräsident Bettino Craxi reichte jedoch beim Obersten Rat der Magistratur eine Beschwerde gegen Richter Palermo ein, weil er sich zu Unrecht in den Fall hineingezogen fühlte, nachdem der Magistrat seinen Namen auf einige Durchsuchungsbefehle gegen den sozialistischen Partei-Finanzier Ferdinando Mach di Palmstein geschrieben hatte.
Aus diesem Grund leitete der oberste Rat der Magistratur eine disziplinarische Untersuchung gegen Palermo ein, und die Ermittlungen wurde ihm entzogen. Carlo Palermo beschloss dann 1985, sich zur Staatsanwaltschaft in Trapani versetzen zu lassen, wo sich seine Antimafia-Ermittlungen mit denen seines Kollegen Giangiacomo Ciaccio Montalto, einem Trapaneser Richter, der am 22. Januar 1983 erschossen wurde, kreuzten. Der Mord an Montalto wurde von den Mafiosi Totò Riina und Mariano Agate angeordnet.
Richter Palermo hatte sich drei Wochen vor der Ermordung von Montalto in Trient mit diesem getroffen, um vertrauliche Informationen über die Ermittlungen im Zusammenhang mit dem Drogenhandel auszutauschen.

## Pizzolungo-Massaker

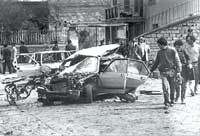
Beim Attentat zerbombtes Fahrzeug

Am 2. April 1985, nur 50 Tage nach dem Amtsantritt von Richter Palermo, reagierte die Mafia und versuchte ihn mit einer Autobombe zu töten. Palermo befand sich auf dem Weg zur Arbeit von seinem Wohnsitz Bonagia zum Justizpalast von Trapani, als um ca. 08:35 Uhr das mit TNT präparierte Fahrzeug in dem Ericer Ortsteil Pizzolungo explodierte. Der Donner war kilometerweit zu vernehmen.
Der Richter wurde nur leicht verletzt, denn sein Fahrzeug war ausreichend gepanzert, doch es gab andere Opfer: im Moment der Explosion überholte das gepanzerte Fahrzeug, ein Fiat 132, einen VW-Scirocco, in dem Barbara Rizzo (30 Jahre alt) und ihre beiden kleinen Zwillinge, im Alter von sechs Jahren, Salvatore und Giuseppe Asta saßen, die von der Explosion in Stücke gerissen wurden. Zur damaligen Zeit nicht identifizierbare Körperteile eines der Zwillinge wurden in 200 Metern Entfernung an einer Häuserwand gefunden.
Die folgenden Ermittlungen durch den damaligen Oberstaatsanwalt der Provinz Caltanissetta Sebastiano Patanè ergaben, dass die Bombe trotz des "Schildes" durch den VW-Scirocco per Fernauslöser gezündet wurde, weil man davon ausging, dass die Sprengkraft ausreichen würde. Im Laufe der Jahre wurde durch Pentiti bekannt, dass auch hier Salvatore Riina (genannt la belva, die Bestie) sowie Vincenzo Virga (Boss von Trapani und einer größten Geldwäscher der Cosa Nostra) die Verantwortlichen waren.
Zudem stellten die Untersuchungen klar, dass der Bombenanschlag der Mafia zu präventiven und demonstrativen Zwecken diente, da Richter Palermo die Absicht hatte, die Ermittlungen zum Drogenhandel fortzusetzen und eine Heroinraffinerie in der Nähe von Alcamo hätte entdecken können, die von der Polizei tatsächlich 22 Tage nach dem Anschlag gefunden wurde.

## Ende des Antimafia-Kampfes
Einige Monate nach dem Attentat wechselte Carlo Palermo für einige Zeit ins Ministerium nach Rom, dann verließ er die Richter- und Staatsanwaltschaft und widmete sich neben der Politik auch der Anwaltschaft. Für La Rete, eine Antimafia-Partei, war er von April 1992 Mitglied der Abgeordnetenkammer im Kollegium von Trient und Bozen, bis er im November 1993 für „nicht konsensfähig“ erklärt und durch Paolo Prodi ersetzt wurde: In seiner parlamentarischen Arbeit zeichnete er sich dadurch aus, dass er sich gegen die Hochgeschwindigkeitsbahn in Südtirol stellte und sich für die Genehmigung eines Verfahrens gegen Craxi einsetzte. Anschließend war er Provinz- (und damit auch Regional-) Ratsherr in Trient.

## Veröffentlichungen (Auswahl)
- Riflessioni di un giudice. Editori Riuniti, Rom 1987, ISBN 88-359-3111-8.
- L’attentato. Publiprint, Trient 1992, ISBN 88-85179-32-0.
- Il quarto livello: integralismo islamico, massoneria e mafia. Editori Riuniti, Rom 1996, ISBN 88-359-4032-X.
- Il giudice. Frammenti di una storia incompiuta Reverdito Edizioni, Trient 1997, ISBN 88-7978-100-6.
- Il papa nel mirino. Gli attentati al pontefice nel nome di Fatima. Editori Riuniti, Rom 1998, ISBN 88-359-4340-X.
- Il quarto livello: 11 settembre 2001 ultimo atto ? Editori Riuniti, Rom 2002, ISBN 88-359-5175-5.